# Декларация прав трудящегося и эксплуатируемого народа
Деклара́ция прав трудя́щегося и эксплуати́руемого наро́да — конституционный акт Советской России, законодательно закрепивший завоевания Октябрьской революции и провозгласивший основные принципы и задачи социалистического государства. В декларации Россия объявляется Республикой Советов Рабочих, Солдатских и Крестьянских Депутатов,  называется Советской Российской Республикой, которая учреждается  как федерация советских национальных республик.
Проект Декларации был написан Лениным, и 3 (16) января 1918 года её первоначальный проект был одобрен ВЦИК. Для редактирования Декларации была выбрана комиссия.
5 (18) января 1918 года, на заседании Учредительного собрания, от имени фракции большевиков Я. М. Свердлов огласил Декларацию. Правое большинство отказалось её рассматривать.
В изменённой редакции (в числе прочего, убрано упоминание Учредительного собрания) Декларация прав трудящегося и эксплуатируемого народа была принята на III Всероссийском съезде Советов рабочих и солдатских депутатов 12 (25) января 1918 года.
Документ был напечатан 17 января 1918 г. в газете «Правда» № 2 и 31 января 1918 г. в газете «Известия ЦИК» № 2.
После объединения III съезда Советов рабочих и солдатских депутатов с III съездом Советов крестьянских депутатов, Декларация была утверждена ещё раз 18 (31) января 1918 года, на объединённом III съезде Советов.
По предложению В.И. Ленина, Декларация была включена в  Конституцию РСФСР 1918 года в качестве вводного раздела.

## История принятия
Осенью 1917 г. перед Россией стояли тяжелейшие проблемы. Затянувшаяся Первая мировая война и социальные потрясения привели к развалу хозяйства. Большевистский переворот поставил Россию на грань широкомасштабной гражданской войны. Большевики утверждали, что держат власть в своих руках вплоть до созыва Учредительного собрания и готовы разделить ее с другими левыми партиями. Уже на II съезде Советов, 26 октября (8 ноября) 1917 г., большевики приняли три декрета: Декрет о власти, Декрет о мире и Декрет о земле.
В преддверии открытия Учредительного Собрания 3 (16) января ВЦИК одобрил написанный Лениным проект Декларации. По идее большевиков под давлением Советов и их вооруженной силы Учредительное собрание большинством голосов должно было принять эту декларацию и тем самым по сути передать власть большевикам. Однако требования декларации были неприемлемы для эсеров, составлявших большинство Собрания, так как они считали политику большевиков ошибочной, авторитарной и авантюристичной.
К открытию заседания в Таврический дворец прибыло 410 депутатов из 767. Кворум был достигнут. Работа Учредительного собрания началась с борьбы за трибуну и право открыть заседание. Более энергичными оказались большевики, которые захватили трибуну, после чего на нее вышел Свердлов и зачитал проект Декларации. Учредительное собрание большинством голосов отказалось даже обсуждать его. Председателем Собрания был избран лидер социалистов-революционеров В. Чернов.
На оскорбительные выкрики левой части зала и сформированной большевиками галерки Чернов предложил вынести разногласия на референдум. Предложение на деле обратиться к народу вызвало аплодисменты большинства депутатов, но не большевиков.
Большевики, а затем и левые эсеры, ушли из парламента, лишив его кворума. Оставшиеся депутаты обсудили и приняли 10 пунктов Основного закона о земле, соответствовавшего принципам партии эсеров, которые повторяла и Декларация. На следующий день, когда депутаты вновь собрались у Таврического дворца, они нашли двери закрытыми: большевики заявили о роспуске Собрания и отобрали у верховного органа власти помещение.
После разгона Учредительного собрания право определить конституционное устройство страны взял на себя III съезд Советов, открывшийся 10 (23) января. Его делегаты в большинстве своем принадлежали к партии большевиков или поддерживали ее.
12 (25) января Декларация была принята съездом окончательно и стала временным конституционным документом Советской республики. Специальным декретом из нее и из других актов советской власти были изъяты все упоминания Учредительного собрания.

## Содержание декларации[1]
Декларация состояла из четырёх разделов. В первом разделе устанавливались политические основы Советского социалистического государства. Россия провозглашалась республикой Советов, которым принадлежала вся власть в центре и на местах. Советская республика учреждалась на основе свободного союза свободных наций, как федерация советских национальных республик.
Утверждалось, что вся власть в Республике должна принадлежать полностью и исключительно трудящимся массам и их полномочному представительству — Советам рабочих, солдатских и крестьянских депутатов.
Второй раздел определял основную задачу социалистического государства — построение социализма; декларировалась отмена частной собственности на землю, введение рабочего контроля, национализация банков. В стране вводилась всеобщая трудовая повинность, провозглашалось создание Красной Армии.
Провозглашалась социализация земли и отмена частной собственности на землю. Весь ее фонд объявлялся общенародным достоянием и передавался трудящимся без всякого выкупа, на началах уравнительного землепользования. Все леса, недра и воды общегосударственного значения, все поместья и сельскохозяйственные предприятия объявлялись национальным достоянием.
Подтверждались: закон о рабочем контроле и о ВСНХ как первом шаге к полному переходу всех средств производства, банков и транспорта в собственность Советской Рабоче-Крестьянской Республики.
В третьем разделе устанавливались основные принципы внешней политики: борьба за мир, отмена тайных договоров царского и Временного правительств, аннулирование иностранных займов, полученных ими. Здесь же одобрялось провозглашение Советом Народных комиссаров независимости Финляндии, объявление свободы самоопределения Армении.
В четвёртом разделе провозглашалось отстранение эксплуататорских классов от участия в управлении Советским государством, предоставлялась возможность рабочим и крестьянам каждой нации принять самостоятельное решение об участии в федеральном правительстве и в других советских федеральных учреждениях.
Формулировались основные социальные задачи: уничтожение всякой эксплуатации человека человеком; полное устранение деления общества на классы; беспощадное подавление эксплуататоров и устранение всякой возможности восстановления власти эксплуататоров; введение всеобщей трудовой повинности. В интересах обеспечения всей полноты власти провозглашалось создание социалистической Красной Армии рабочих и крестьян и полное разоружение имущих классов.

## Значение Декларации
Детальный разбор Декларации позволяет сделать вывод о том, что она является не столько программным, сколько конституционным документом, юридически закрепляющим то, что уже достигнуто, осуществлено практически.
«Отголоски» декларации, можно увидеть во всех конституциях, как СССР, так и Союзных республик. То есть, рассматриваемый нами документ влиял на систему права в нашей стране, вплоть до 1991 года.
Содержание Декларации прав трудящегося и эксплуатируемого народа определяется тем, что она является документом Советского государства, переходного от капитализма к социализму периода.

"Основная задача этого периода состояла в подавлении сопротивления свергнутых классов, в организации обороны страны от нападения интервентов, в восстановлении промышленности и сельского хозяйства, в подготовке условий для ликвидации капиталистических элементов".(с) И.В. Сталин

Основное содержание Декларации было направлено, в первую очередь, на осуществление двух основных функций. Это, во-первых, - подавление свергнутых классов внутри страны и, во-вторых, оборона страны от нападения извне.